# Adelothecium bogotense
Adelothecium bogotense là một loài rêu trong họ Daltoniaceae. Loài này được Hampe Mitt. mô tả khoa học đầu tiên năm 1869.